# Лубок
Лубок (множина лубки; рус. лубо́к, лубо́чная картинка) је руска популарна штампа, коју карактеришу једноставне графике и нарације изведене из књижевности, верских прича и популарних прича. Лубки отисци су коришћени као украс у кућама и гостионицама. Рани примери из касног 17. и почетка 18. века били су дрворези, затим гравуре или бакрописи, а од средине 19. века литографија . Понекад су се појављивали у серијама, које би се могле сматрати претходницима модерног стрипа. Јефтине и једноставне књиге, сличне школским књигама, које су се углавном састојале од слика, називају се лубок литература или (ћирилица: рус. лубочная литература). И слике и литература се обично називају једноставно лубки. Руска реч лубок потиче од луб - посебне врсте плоче на којој су штампане слике.

## Историјска позадина
Руски лубки постао је популаран жанр током последње половине 17. века. На руски лубок су првенствено утицали „дрворези и гравуре рађене у Немачкој, Италији и Француској током раног дела 15. века“. Његова популарност у Русији била је резултат тога колико је јефтино и прилично једноставно било дуплирати отисак користећи ову нову технику. Лубоци су се обично продавали на разним пијацама нижој и средњој класи. Производња Лубкија била је концентрисана у Москви око Николске улице. Ова врста уметности била је веома популарна код ове две друштвене класе јер су им пружале јефтину прилику да изложе уметничка дела у својим кућама. Религијске теме су биле истакнуте све до 1890. године, када су секуларне теме постале све заступљеније. Продукцијски бројева лубока су 1914. достигли 32.000 наслова, са тиражом од 130 милиона.
Првобитни лубки су били дрворези. Коренова слика-Библија (1692—1696) успоставила је најистакнутији стил, "староруско" приказивање међународне иконографије и тема, које су најближе фрескама Горње Волге. До средине 18. века, међутим, дрворези су углавном замењени техникама гравирања или бакрописа, што је омогућило да отисци буду детаљнији и сложенији. Након штампања на папиру, слика би била ручно бојена разблаженим темпера бојама. Док су сами отисци обично били веома једноставни и без украса, финални производ, са додатком темпера боје, био је изненађујуће светао са живим бојама и линијама. Драматични колорит раних дрворезних графика донекле је изгубљен преласком на детаљније гравуре.
Поред слика, ове народне графике су укључивале и кратку причу или лекцију која је била у корелацији са сликом која се представља. Руски научник Александар Богуславски тврди да је стил лубок „комбинација руских иконописних и рукописних традиција са идејама и темама западноевропских дрвореза“. Обично би уметник укључио минимални текст који је био допуна већој илустрацији која би покривала већину гравуре.

## Жанрови
Фолклориста Дмитриј Ровински познат је по свом раду на категоризацији лубока. Његов систем је веома детаљан и опсежан, а главне категорије које је успоставио су: „иконе и јеванђелске илустрације; добре и зле жене; учење, азбука и бројеви; календари и алманаси; лагано читање; романи, народне приче и легенде о јунацима; приче Страдања Христових, Страшног суда и страдања мученика; народна рекреација укључујући Масленицу, луткарске комедије, пијанство, музику, игру и позориште; шале и сатире везане за Ивана Грозног и Петра I; сатире преузете из иностранства извори, народне молитве и сликовни информативни листови које спонзорише влада, укључујући прогласе и вести“. Примери Јевреја постоје, такође, углавном из Украјине. Многи лубки се могу класификовати у више категорија.

## Лубок из периода рата
Сатирична верзија је играла важну улогу у лубоцима из руског ратног времена. Користи се да се Наполеон представи на сатиричан начин док се руски сељаци приказују као хероји рата. Ово је такође инспирисало друге Русе да помогну у борби у рату покушавајући да „...редефинишу руски национални идентитет у Наполеоново доба “ (Норис 2). Лубоци су представљали начин да се Руси ругају француском непријатељу, а истовремено показују „рускост“ Русије. Да би помогли да се поново распали руски дух, лубоци су приказали „Искуство инвазије и руске зиме која је уследила учинила је Наполеона и његове трупе немоћнима, а лубоци су илустровали ово гледиште приказујући француског вођу и војнике као немоћне када се суоче са мушкарцима, женама и сељацима и Козацима (Норис 9). Сва различита представљања руских хероја помогла је да се дефинише и шири вера у руски идентитет.

## Руско-јапански рат
Руско-јапански рат 1904–1905 почео је 8. фебруара 1904. у Порт Артуру изненадним нападом јапанске царске морнарице. У то време „Русија је била утемељена европска сила са великом индустријском базом и редовном војском од 1,1 милион војника. Јапан, са мало природних ресурса и мало тешке индустрије, имао је војску од само 200.000 људи”. Због запањујуће разлике у војној одбрани, Русија је претпоставила да ће имати предност пре него што је рат уследио. Лубоци који осликавају претерано самопоуздање руске војске настали су зато што закон о цензури у то време није дозвољавао да сатирични часописи опстану.
Уз употребу сатиричних, често расистичких карикатура, лубоци из овог периода су приказивали слике као што су „козачки војник млати јапанског официра, и руски морнар који удара јапанског морнара у лице“. Ови лубоци, произведени у Москви и Санкт Петербургу, анонимно су креирани и снимљени већи део руско-јапанског рата.
Можда због превеликог самопоуздања Руса, „Током битке, јапански генерали су могли да  предвиде како ће Руси реаговати под одређеним околностима. То сазнање им је омогућило да поставе замку и поразе бројчано надмоћнијег непријатеља”. Стога је руска влада на крају ускочила са својим цензорским законима и зауставила стварање сатиричних лубока. Укупно је током 1904–05 створено око 300 лубока.